# Čebula
Čebúla (znanstveno ime Allium cepa) je rastlina iz družine lukovk (Alliaceae), ki se široko uporablja v prehrani po celem svetu. Del čebule, ki se uporablja v prehrani, je podzemna čebulica, ki jo gradijo sočni luskolisti - odebeljene listne nožnice, v katerih rastlina hrani založne in obrambne snovi.

## Uporaba
Čebula je ena najstarejših zelenjav, ki jih pozna človek in jih lahko najdemo v veliko receptih in pripravkih vseh kultur na svetu. Dandanes jih lahko najdemo v sveži, zmrznjeni, konzervirani, v kisu ali dehidrirani obliki. Čebule se uporabljajo, po navadi sesekljane ali v rezinah v vseh vrstah hrane. Je sestavina skoraj vsake jedi, kjer se praži ali kuha, v svežih solatah, predvsem v tistih, kjer se izlužuje veliko soka (paradižnikova, kumarična, itd.) in kot pikantno prilogo ali omako. Redko jih jemo same, ampak kot dodatek glavni hrani. Čebula je lahko ostra, začinjena, močno začinjena, lahko pa tudi mila ali sladka.
Čebulice v kisu se jedo kot prigrizek. V Združenem kraljestvu in na Balkanu se pogosto servirajo kot priloga ribam in krompirju (fish and chips). V Indiji je čebula osnovna hrana in nepogrešljiva v vsej indijski kuhinji. So tudi osnova curryjev ali pa se spasirajo v paste in pojedo kot glavna jed ali priloga.
Čebulno tkivo se pogosto uporablja pri pouku naravoslovja za demonstracijo uporabe mikroskopa, saj ima čebula relativno velike celice, ki jih je lahko opazovati pri majhni povečavi.

## Vpliv čebule na zdravje in njene medicinske lastnosti
Čebula naj bi imela širok razpon zdravilnih učinkov, od preprečevanja prehlada do srčnih bolezni, diabetesa, osteoporoze in drugih bolezni.
 
Vsebuje kemijske snovi, za katere se verjame, da naj bi imele protivnetne, protiholesterolne, antirakotvorne in antioksidativne lastnosti kot je kvercetin. Kljub temu se še ni pokazala direktna povezava med povečano potrošnjo čebule in opisanimi lastnostmi. V večjem delu sveta so čebule uporabljaji za zdravljenje žuljev, turov in bul.
V ZDA se uporabljajo preparati z ekstraktom čebule za zdravljenje brazgotin, čeprav študije niso dokazale, da bi bili takšni preparati efektivni.

## Čebula in draženje oči
Ko se čebula prereže, se njene celice, ki tvorijo stene, razbijejo. Encimi (aliinaze) razbijejo aminokisline in tvorijo sulfenično kislino (RSOH). Te kisline so nestabilne in razpadejo v plin sin-propanetial-S-oksid. Plin prehaja skozi zrak in ko doseže oko, reagira z vodo v očesu in tvori razredčeno raztopino žveplene kisline. Ta kislina  draži živčne končiče v očesu. Solzne žleze začno izločati solze, da bi razredčile in izprale dražilno snov .

## V literaturi
V Dekameronu (Šesti dan, deseta zgodba) nastopa brat Cipolla (Čebula).